# 片頭字幕
片頭字幕是电影、电视节目或电子游戏（單機劇情）開始時播放的一小段視頻，片頭字幕會將節目（遊戲）制作時較為重要的劇組人員名字以及故事劇情中較為重要的演員（角色配音演員）的名字列出來。